# Amstel Gold Race femminile 2021
L'Amstel Gold Race femminile 2021, settima edizione della corsa e valevole come sesta prova dell'UCI Women's World Tour 2021 categoria 1.WWT, si svolse il 18 aprile 2021 su un percorso di 116,3 km, con partenza da Valkenburg e arrivo ad Berg en Terblijt, nei Paesi Bassi. La vittoria fu appannaggio dell'olandese Marianne Vos, la quale completò il percorso in 3h00'20", alla media di 38,695 km/h, precedendo le connazionali Demi Vollering e Annemiek van Vleuten.
Sul traguardo di Berg en Terblijt 83 cicliste, su 142 partite da Valkenburg, portarono a termine la competizione.

## Squadre e corridori partecipanti
| N.      | Cod. | Squadra                |
| ------- | ---- | ---------------------- |
| 1-6     | CSR  | Canyon-SRAM Racing     |
| 11-16   | SDW  | Team SD Worx           |
| 21-26   | DSM  | Team DSM               |
| 31-36   | TFS  | Trek-Segafredo         |
| 41-46   | MOV  | Movistar Team Women    |
| 51-56   | LIV  | Liv Racing             |
| 61-66   | BEX  | Team BikeExchange      |
| 71-76   | FDJ  | FDJ Nouvelle-Aquitaine |
| 81-86   | ALE  | Alé BTC Ljubljana      |
| 91-96   | JVW  | Jumbo-Visma Women Team |
| 101-106 | PHV  | Parkhotel Valkenburg   |
| 111-116 | LSL  | Lotto-Soudal Ladies    |

| N.      | Cod. | Squadra                         |
| ------- | ---- | ------------------------------- |
| 121-126 | GKT  | GT Krush Tunap                  |
| 131-136 | DVE  | Doltcini-Van Eyck-Proximus CT   |
| 141-146 | NXG  | NXTG Racing                     |
| 151-156 | MUL  | Multum Accountants Ladies       |
| 161-166 | CAT  | CAMS-Tifosi                     |
| 171-176 | CCT  | Bingoal Casino-Chevalmeire      |
| 181-186 | WNT  | Ceratizit-WNT Pro Cycling       |
| 191-196 | TIB  | Team Tibco-SVB                  |
| 201-206 | VAL  | Valcar-Travel & Service         |
| 211-216 | MNX  | A.R. Monex Women's              |
| 221-226 | ASC  | Andy Schleck-CP NVST            |
| 231-236 | CGS  | Cogeas-Mettler Pro Cycling Team |

## Ordine d'arrivo (Top 10)
| Pos. | Corridore             | Squadra      | Tempo    |
| ---- | --------------------- | ------------ | -------- |
| 1    | Marianne Vos          | Jumbo        | 3h00'20" |
| 2    | Demi Vollering        | SD Worx      | s.t.     |
| 3    | Annem. van Vleuten    | Movistar     | s.t.     |
| 4    | Amanda Spratt         | BikeExchange | s.t.     |
| 5    | Soraya Paladin        | Liv          | s.t.     |
| 6    | Mavi García           | Alé          | s.t.     |
| 7    | Cecilie Uttrup Ludwig | FDJ          | a 1"     |
| 8    | Elisa Longo Borghini  | Trek         | s.t.     |
| 9    | Ashleigh Moolman      | SD Worx      | s.t.     |
| 10   | Kat. Niewiadoma       | Canyon       | s.t.     |